# Спонтанний поділ
Спонта́нний по́діл — різновид радіоактивного розпаду важких атомних ядер. Спонтанний поділ є поділом ядра, який відбувається без зовнішнього збудження (вимушеного поділу), і дає такі ж самі продукти, як і вимушений поділ: осколки (ядра легших елементів) і декілька нейтронів. Згідно з сучасними уявленнями, причиною спонтанного поділу є тунельний ефект.
Ймовірність спонтанного поділу росте зі збільшенням кількості протонів у ядрі. Ця ймовірність залежить від параметра:
{\displaystyle {\hbox{Z}}^{2}/{\hbox{A}}},
де Z — кількість протонів, а A — загальна кількість нуклонів.
При наближенні значення цього параметра до 45 ймовірність спонтанного поділу прямує до одиниці, що накладає обмеження на можливість існування надважких ядер.
Для ядер таких елементів як уран і торій спонтанний поділ є дуже рідкісним процесом; їхні ядра набагато частіше розпадаються по іншим каналам розпаду (значення параметра Z2/A для ядер урану і торію порядку 35). Зі збільшенням показника Z2/A ймовірність спонтанного поділу ядер швидко росте.

## Швидкість спонтанного поділу
Швидкості поділу та їх ймовірності, а також кількість нейтронів, що утворюються на 1 поділ для деяких ядер, наведено в таблиці:
| Ядро  | Період напіврозпаду, років | Ймовірність спонтанного поділу | Вихід нейтронів на 1 поділ | Потік нейтронів, г−1·с−1 |
| ----- | -------------------------- | ------------------------------ | -------------------------- | ------------------------ |
| 235U  | 7,04·108                   | 2,0·10−9                       | 1,86                       | 3,0·10−4                 |
| 238U  | 4,47·109                   | 5,4·10−7                       | 2,07                       | 0,0136                   |
| 239Pu | 2,41·104                   | 4,4·10−12                      | 2,16                       | 2,2·10−2                 |
| 240Pu | 6569                       | 5,0·10−8                       | 2,21                       | 920                      |
| 250Cm | 8300                       | 0,80                           | 3,3                        | 2,1·1010                 |
| 252Cf | 2,638                      | 3,09·10−2                      | 3,73                       | 2,3·1012                 |

## Історія
Першим відкритим процесом поділу ядра був вимушений поділ ізотопу урану-235 нейтронами.
Спонтанний поділ був відкритий в 1940 році радянськими фізиками Г. М. Фльоровим і К. А. Петржаком в результаті спостережень за розпадом урану. Оскільки космічні промені створюють у породжуваних ними атмосферних зливах космічних променів суттєвий потік нейтронів, при дослідах на поверхні землі експериментально важко відділити подію спонтанного поділу від вимушеного. Для зниження фону від космічних променів, що заважають вивченню явища, екраном може слугувати багатометровий шар ґрунту або води. Тому досліди проводились в Московському метро (на станції Динамо) на глибині 60 метрів.